# 格林維爾縣 (南卡羅萊納州)
格林維爾縣（英語：Greenville County）是美国南卡罗来纳州西北部的一個郡，北鄰北卡罗来纳州，面積2,059平方公里。根据2020年美國人口普查，共有人口52萬5,534人，是全州人口最多的縣（2023年估計人口為54萬7,950人）。縣治格林維爾（Greenville）。該縣成立於1786年3月22日，縣名的來源有三個說法：一說指美國獨立戰爭時期將領納撒尼爾·格林；另一說紀念早期的殖民者伊薩克·格林；最後一說指指的是當地植物茂盛。